# Peter Ilsted
Peter Wilhelm Ilsted, född 1861, död 1933, var en dansk konstnär.
Ilsted ägnade sig i likhet med Vilhelm Hammershøi med förkärlek åt interiörframställningar med få figurer, men med en i allmänhet rikare färgskala än denne. Ilsted framträdde även som landskapsmålare.